# Lippstadt
Lippstadt – miasto w zachodnich Niemczech, w kraju związkowym Nadrenia Północna-Westfalia, w rejencji Arnsberg, w powiecie Soest, nad rzeką Lippe.
Rozwinął się tutaj przemysł metalowy, elektrotechniczny, włókienniczy, meblarski. Lippstadt uzyskało prawa miejskie w 1196.
W mieście znajduje się stacja kolejowa Lippstadt.

Lippstadt

## Osoby urodzone w Lippstadt
- Anton Praetorius – teolog
- Karl-Heinz Rummenigge – niemiecki piłkarz i działacz sportowy